# Rally di Giordania 2011
Il Rally di Giordania, che si è corso dal 14 al 16 aprile, è stato il quarto della stagione 2011 e ha registrato la vittoria di Sébastien Ogier.

## Risultati

### Classifica
| Pos      | Pilota              | Co-pilota           | Auto                      | Tempo     | Distacco | Punti    |
| Generale | Generale            | Generale            | Generale                  | Generale  | Generale | Generale |
| -------- | ------------------- | ------------------- | ------------------------- | --------- | -------- | -------- |
| 1.       | Sébastien Ogier     | Julien Ingrassia    | Citroën DS3 WRC           | 2:48:28.2 | 0.0      | 28       |
| 2.       | Jari-Matti Latvala  | Miikka Anttila      | Ford Fiesta RS WRC        | 2:48:28.4 | 0.2      | 18       |
| 3.       | Sébastien Loeb      | Daniel Elena        | Citroën DS3 WRC           | 2:48:55.9 | 27.7     | 16       |
| 4.       | Mikko Hirvonen      | Jarmo Lehtinen      | Ford Fiesta RS WRC        | 2:51:12.9 | 2:44.7   | 14       |
| 5.       | Matthew Wilson      | Scott Martin        | Ford Fiesta RS WRC        | 2:54:13.1 | 5:44.9   | 10       |
| 6.       | Kimi Räikkönen      | Kaj Lindström       | Citroën DS3 WRC           | 2:54:43.1 | 6:14.9   | 8        |
| 7.       | Federico Villagra   | Jorge Pérez Companc | Ford Fiesta RS WRC        | 2:57:46.9 | 9:18.7   | 6        |
| 8.       | Khalid Al Qassimi   | Michael Orr         | Ford Fiesta RS WRC        | 2:58:11.9 | 9:43.7   | 4        |
| 9.       | Dennis Kuipers      | Frédéric Miclotte   | Ford Fiesta RS WRC        | 3:02:55.7 | 14:27.5  | 2        |
| 10.      | Bernardo Sousa      | António Costa       | Ford Fiesta S2000         | 3:03:33.7 | 15:05.5  | 1        |
| SWRC     |                     |                     |                           |           |          |          |
| 1. (10.) | Bernardo Sousa      | António Costa       | Ford Fiesta S2000         | 3:03:33.7 | 0.0      | 25       |
| 2. (11.) | Karl Kruuda         | Martin Järveoja     | Škoda Fabia S2000         | 3:03:55.4 | 21.7     | 18       |
| 3. (12.) | Hermann Gassner Jr. | Kathi Wüstenhagen   | Škoda Fabia S2000         | 3:05:55.8 | 2:22.1   | 15       |
| 4. (17.) | Albert Llovera      | Diego Vallejo       | Abarth Grande Punto S2000 | 3:21:07.2 | 17:33.5  | 12       |
| 5. (18.) | Eyvind Brynildsen   | Cato Menkerud       | Škoda Fabia S2000         | 3:26:55.2 | 23:21.5  | 10       |

### Prove speciali
| Giorno                 | Prova | Ora   | Nome                         | Lunghezza | Vincitore                                              | Tempo                                                  | V. media                                               | Leader del rally                                       |
| ---------------------- | ----- | ----- | ---------------------------- | --------- | ------------------------------------------------------ | ------------------------------------------------------ | ------------------------------------------------------ | ------------------------------------------------------ |
| Frazione 1 (14 aprile) | PS1   | 11:33 | Wadi Shueib 1                | 8.65 km   | Prima giornata di gare cancellata a causa del maltempo | Prima giornata di gare cancellata a causa del maltempo | Prima giornata di gare cancellata a causa del maltempo | Prima giornata di gare cancellata a causa del maltempo |
| Frazione 1 (14 aprile) | PS2   | 12:16 | Mount Nebo 1                 | 11.09 km  | Prima giornata di gare cancellata a causa del maltempo | Prima giornata di gare cancellata a causa del maltempo | Prima giornata di gare cancellata a causa del maltempo | Prima giornata di gare cancellata a causa del maltempo |
| Frazione 1 (14 aprile) | PS3   | 13:03 | Ma'in 1                      | 17.00 km  | Prima giornata di gare cancellata a causa del maltempo | Prima giornata di gare cancellata a causa del maltempo | Prima giornata di gare cancellata a causa del maltempo | Prima giornata di gare cancellata a causa del maltempo |
| Frazione 1 (14 aprile) | PS4   | 15:30 | Wadi Shueib 2                | 8.65 km   | Prima giornata di gare cancellata a causa del maltempo | Prima giornata di gare cancellata a causa del maltempo | Prima giornata di gare cancellata a causa del maltempo | Prima giornata di gare cancellata a causa del maltempo |
| Frazione 1 (14 aprile) | PS5   | 16:13 | Mount Nebo 2                 | 11.09 km  | Prima giornata di gare cancellata a causa del maltempo | Prima giornata di gare cancellata a causa del maltempo | Prima giornata di gare cancellata a causa del maltempo | Prima giornata di gare cancellata a causa del maltempo |
| Frazione 1 (14 aprile) | PS6   | 17:00 | Ma'in 2                      | 17.00 km  | Prima giornata di gare cancellata a causa del maltempo | Prima giornata di gare cancellata a causa del maltempo | Prima giornata di gare cancellata a causa del maltempo | Prima giornata di gare cancellata a causa del maltempo |
| Frazione 2 (15 aprile) | PS7   | 09:03 | Suwayma 1                    | 13.50 km  | Sébastien Loeb                                         | 7:01.0                                                 | 115.44 km/h                                            | Sébastien Loeb                                         |
| Frazione 2 (15 aprile) | PS8   | 09:46 | Kafrain 1                    | 17.20 km  | Petter Solberg                                         | 12:11.6                                                | 84.64 km/h                                             | Sébastien Loeb Sébastien Ogier                         |
| Frazione 2 (15 aprile) | PS9   | 10:49 | Jordan River 1               | 41.45 km  | Sébastien Ogier                                        | 27:32.6                                                | 90.29 km/h                                             | Sébastien Ogier                                        |
| Frazione 2 (15 aprile) | PS10  | 13:37 | Suwayma 2                    | 13.50 km  | Jari-Matti Latvala                                     | 6:59.0                                                 | 115.99 km/h                                            | Sébastien Ogier                                        |
| Frazione 2 (15 aprile) | PS11  | 14:20 | Kafrain 2                    | 17.20 km  | Jari-Matti Latvala                                     | 11:48.2                                                | 87.43 km/h                                             | Sébastien Ogier                                        |
| Frazione 2 (15 aprile) | PS12  | 15:23 | Jordan River 2               | 41.45 km  | Sébastien Ogier                                        | 27:13.5                                                | 91.35 km/h                                             | Sébastien Ogier                                        |
| Frazione 3 (16 aprile) | PS13  | 08:20 | Yakrut 1                     | 14.16 km  | Sébastien Loeb                                         | 8:30.6                                                 | 99.84 km/h                                             | Sébastien Ogier                                        |
| Frazione 3 (16 aprile) | PS14  | 08:50 | Bahath 1                     | 12.53 km  | Mikko Hirvonen                                         | 9:30.0                                                 | 79.14 km/h                                             | Sébastien Ogier                                        |
| Frazione 3 (16 aprile) | PS15  | 09:35 | Mahes 1                      | 20.44 km  | Mikko Hirvonen                                         | 14:33.0                                                | 84.29 km/h                                             | Sébastien Ogier                                        |
| Frazione 3 (16 aprile) | PS16  | 10:18 | Baptism Site 1               | 10.50 km  | Sébastien Loeb                                         | 5:21.7                                                 | 117.50 km/h                                            | Sébastien Ogier                                        |
| Frazione 3 (16 aprile) | PS17  | 12:18 | Yakrut 2                     | 14.16 km  | Jari-Matti Latvala                                     | 8:15.8                                                 | 102.82 km/h                                            | Sébastien Ogier                                        |
| Frazione 3 (16 aprile) | PS18  | 12:48 | Bahath 2                     | 12.53 km  | Jari-Matti Latvala                                     | 9:10.5                                                 | 81.94 km/h                                             | Sébastien Ogier                                        |
| Frazione 3 (16 aprile) | PS19  | 13:33 | Mahes 2                      | 20.44 km  | Jari-Matti Latvala                                     | 14:09.1                                                | 86.66 km/h                                             | Jari-Matti Latvala                                     |
| Frazione 3 (16 aprile) | PS20  | 15:00 | Baptism Site 2 (Power stage) | 10.50 km  | Sébastien Ogier                                        | 5:21.7                                                 | 117.50 km/h                                            | Sébastien Ogier                                        |

### Power Stage
| Pos | Pilota          | Tempo  | Distacco | V. media    | Punti |
| --- | --------------- | ------ | -------- | ----------- | ----- |
| 1   | Sébastien Ogier | 5:21.7 | 0.0      | 117.50 km/h | 3     |
| 2   | Mikko Hirvonen  | 5:21.7 | 0.0      | 117.50 km/h | 2     |
| 3   | Sébastien Loeb  | 5:22.0 | 0.3      | 117.39 km/h | 1     |

## Classifiche Mondiali

### Piloti
| Pos | Pilota               | Punti |
| --- | -------------------- | ----- |
| 1   | Sébastien Loeb       | 74    |
| 2   | Mikko Hirvonen       | 72    |
| 3   | Sébastien Ogier      | 69    |
| 4   | Jari-Matti Latvala   | 66    |
| 5   | Petter Solberg       | 31    |
| 6   | Mads Østberg         | 28    |
| 7   | Matthew Wilson       | 22    |
| 8   | Kimi Räikkönen       | 18    |
| 9   | Federico Villagra    | 12    |
| 10  | Henning Solberg      | 10    |
| 11  | Martin Prokop        | 6     |
| =   | Per-Gunnar Andersson | 6     |
| 13  | Khalid Al Qassimi    | 5     |
| 14  | Juho Hänninen        | 4     |
| 15  | Dennis Kuipers       | 3     |
| 16  | Ott Tänak            | 1     |
| =   | Bernardo Sousa       | 1     |

### Costruttori
| Pos | Team                                  | Punti |
| --- | ------------------------------------- | ----- |
| 1   | Citroën Total World Rally Team        | 130   |
| 2   | Ford Abu Dhabi World Rally Team       | 130   |
| 3   | M-Sport Stobart Ford World Rally Team | 43    |
| 4   | ICE 1 Racing                          | 26    |
| 5   | Petter Solberg World Rally Team       | 22    |
| 6   | Munchi's Ford World Rally Team        | 20    |
| 7   | Team Abu Dhabi                        | 13    |
| 8   | FERM Power Tools World Rally Team     | 10    |
| 9   | Monster World Rally Team              | 6     |

### Piloti S-WRC
| Pos | Pilota              | Punti |
| --- | ------------------- | ----- |
| 1   | Karl Kruuda         | 30    |
| 2   | Martin Prokop       | 25    |
| =   | Bernardo Sousa      | 25    |
| 4   | Juho Hänninen       | 18    |
| 5   | Hermann Gassner Jr. | 15    |
| =   | Ott Tänak           | 15    |
| 7   | Albert Llovera      | 12    |
| 8   | Eyvind Brynildsen   | 10    |